# Deuterodon
Deuterodon es un género de peces de la familia Characidae en el orden de los Characiformes.

## Especies
Hay nueve especies en este género:
- Deuterodon iguape C. H. Eigenmann, 1907
- Deuterodon langei Travassos, 1957
- Deuterodon longirostris (Steindachner, 1907)
- Deuterodon parahybae C. H. Eigenmann, 1908
- Deuterodon potaroensis C. H. Eigenmann, 1909
- Deuterodon rosae (Steindachner, 1908)
- Deuterodon singularis Z. M. S. de Lucena & C. A. S. de Lucena, 1992
- Deuterodon stigmaturus (A. L. Gomes, 1947)
- Deuterodon supparis Z. M. S. de Lucena & C. A. S. de Lucena, 1992